# 斯韦科曼运动
斯韦科曼运动（芬蘭語：Svekomania）是19世纪末芬兰大公国境內的一场亲瑞典民族主义运动，其主要目的就是抵制由芬诺曼运动人士提出的扩大芬兰语使用范围的要求。芬诺曼运动人士主张在公众行政机关、法院、学校用芬兰语取代瑞典语。在当时的大公国人口中，约85%使用芬兰语，约15%使用瑞典语。